# Wegkapelle hl. Magnus

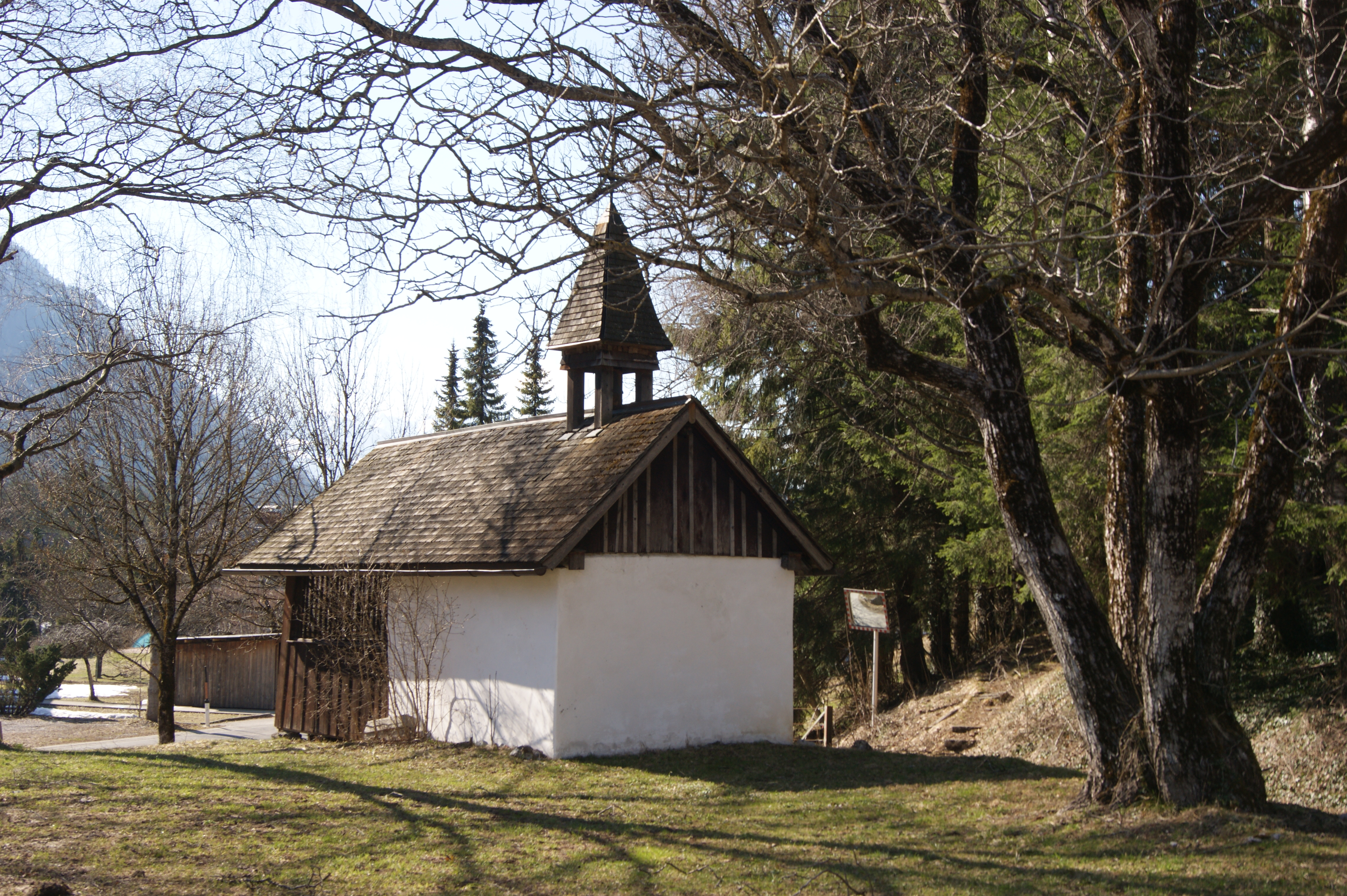
Wegkapelle hl. Magnus bei der Kraftwerksiedlung im Frühjahr 2019

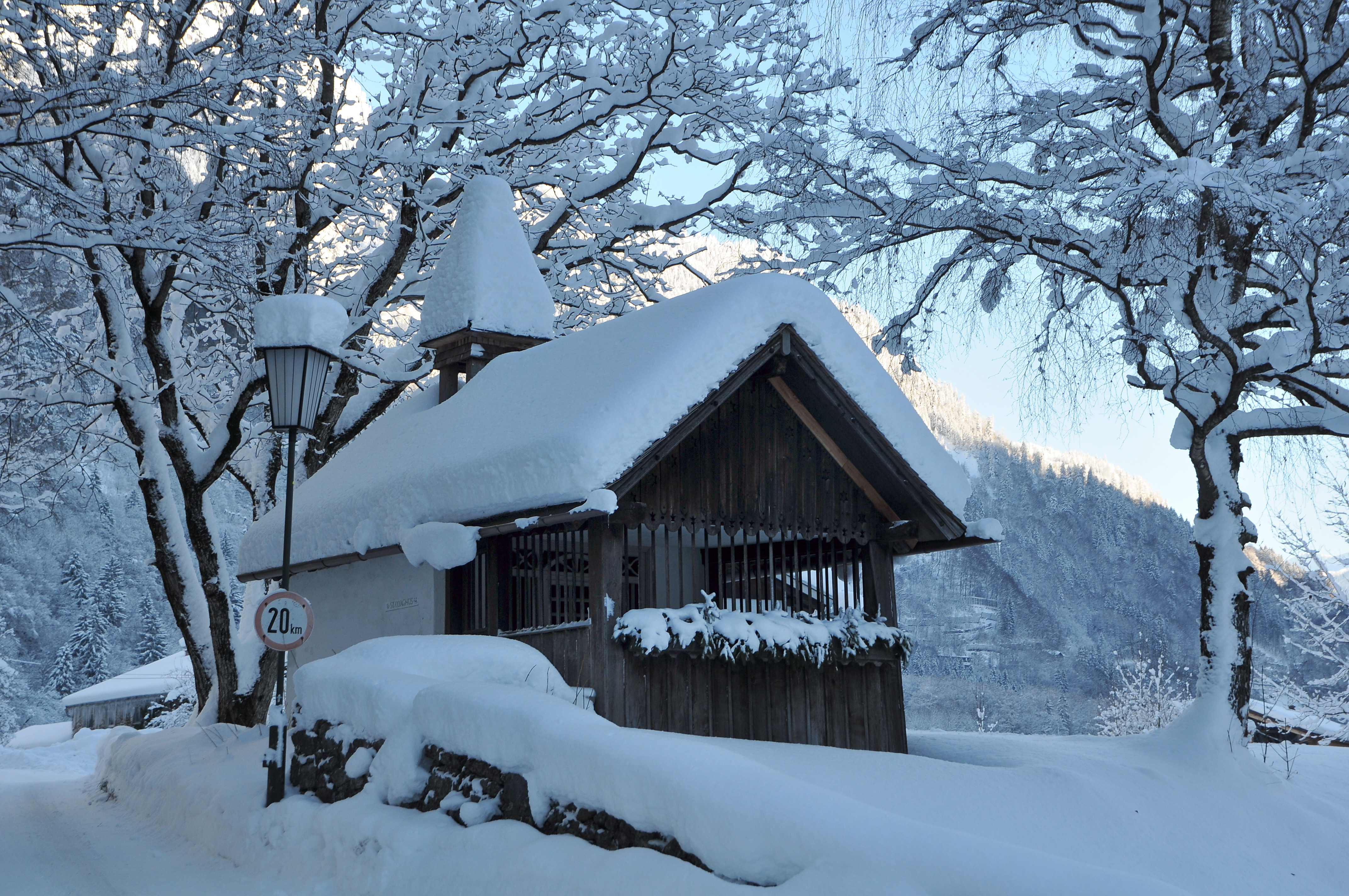
Wegkapelle hl. Magnus bei der Kraftwerksiedlung im Winter 2012

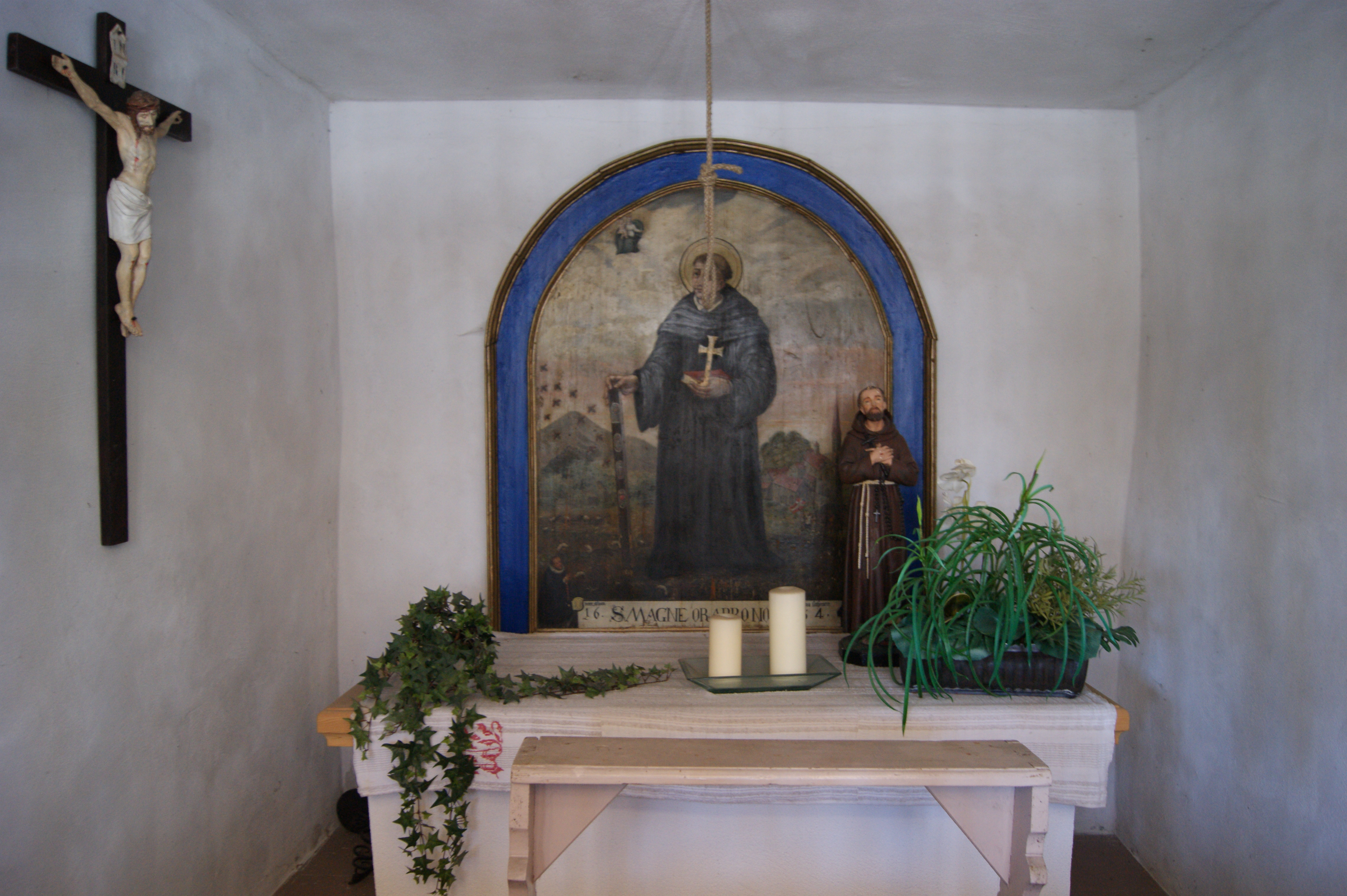
Altar der Kapelle

Diese römisch-katholische denkmalgeschützte Wegkapelle hl. Magnus steht bei der Kraftwerksiedlung in der Gemeinde Innerbraz im Bezirk Bludenz in Vorarlberg. Sie ist dem Heiligen Magnus geweiht und gehört zur Pfarrkirche Braz und damit zum Dekanat Bludenz-Sonnenberg in der Diözese Feldkirch.
Das Bauwerk (695 m ü. A.) wurde lt. Aufschrift an der Kapelle und beim Altarbild 1634 errichtet und ist vom Dorfzentrum von Innerbraz etwa 600 Meter Luftlinie entfernt.

## Kirchenbau
Die Kapelle steht an einem leichten Hang und hat eine rechteckige Grundform mit offenem Holzvorraum in Nordost/Südwest-Ausrichtung. Im Nordosten befindet sich der rechteckige Glockendachreiter und der Altar. Das Satteldach und der Glockendachreiter sind mit Holzschindeln gedeckt. Auf dem Glockendachreiter befindet sich ein Kreuz. In sehr ähnlicher Bauweise ist die denkmalgeschützte, um 1630 errichtete, Mariahilf-Kapelle am Mühleplatz in Innerbraz ausgeführt.
Die Kapelle wurde von Peter Aßmann, seiner Frau Anna Lathernere und Gregori Probst erbaut. Der Zugang zur Kapelle ist durch ein Eisengitter verunmöglicht. Die Belichtung des gemauerten Rauminneren erfolgt ausschließlich durch das Eisengitter.
Auf dem Altarbild ist der Heilige Magnus mit Buch und darauf stehendem Kreuz in der linken Hand sowie einem Wanderstab in der rechten Hand in einer regional typischen Landschaft abgebildet. In der linken unteren Ecke des Altarbildes befindet sich eine kleine Figur, im Hintergrund das Kloster St. Mang in Füssen. Unter dem Altarbild ist eine Inschrift: 16. Magnus ora pro nobis 34 | Peter Aßmann Anna Lathernere.
An der Seitenwand befindet sich eine Statue des heiligen Johann von Nepomuk aus dem 18. Jahrhundert und ein Kruzifix aus dem 19. Jahrhundert.

## Jakobsweg
Eine Teilstrecke des Jakobsweg Landeck–Einsiedeln, welcher durch Vorarlberg, das Klostertal und den Walgau führt, verläuft über Innerbraz – Ausserbraz – Oberradin – St. Leonhard nach Bludenz.

## Lage und Verkehr
Innerbraz liegt heute abseits der Hauptverkehrsrouten. Die Hauptstraße, die Arlbergstraße, führt quer durch Innerbraz an der Pfarrkirche Braz und auch der Magnuskapelle vorbei. Viele Jahrhunderte war diese Straße der Hauptverbindungsweg durch das Klostertal zwischen dem Arlbergpass und Bludenz (weiter ins Walgau und Rheintal). Etwa 400 m oberhalb der Kapelle verläuft die Trasse der Arlbergbahn und 150 m darunter die Arlberg Schnellstraße S16 (E60).